# Saint-Bauzély
Saint-Bauzély är en kommun i departementet Gard i regionen Occitanien i södra Frankrike. Kommunen ligger i kantonen Saint-Mamert-du-Gard som tillhör arrondissementet Nîmes. År 2022 hade Saint-Bauzély 681 invånare.

## Befolkningsutveckling
Antalet invånare i kommunen Saint-Bauzély
Referens:INSEE